# Hunger Games : La Ballade du serpent et de l'oiseau chanteur
Hunger Games : La Ballade du serpent et de l'oiseau chanteur (titre original : The Ballad of Songbirds and Snakes) est un roman de science-fiction écrit par Suzanne Collins, publié en mai 2020.
Il s'agit d'un préquel de la trilogie Hunger Games qui se déroule soixante-quatre ans plus tôt, lors de la jeunesse de Coriolanus Snow, qui deviendra plus tard le dictateur emblématique de la république de Panem.
Hunger Games : La Ballade du serpent et de l'oiseau chanteur fait l'objet d'une adaptation au cinéma qui est sortie le 17 novembre 2023 aux États-Unis et le 15 novembre 2023 en France.
Tout comme la trilogie originale, le roman possède un certain nombre de références à la Rome antique. Il s'agit également d'une critique de la société du spectacle.
Les noms et prénoms de certains personnages trouvent, eux, leur source dans des œuvres appartenant à la culture britannique.

### Références à Shakespeare

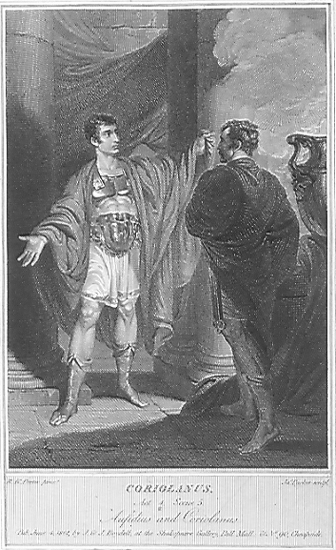
Coriolan se rend auprès d'Aufidius et se met au service des volsques (IV, v).

### Accueil critique et public

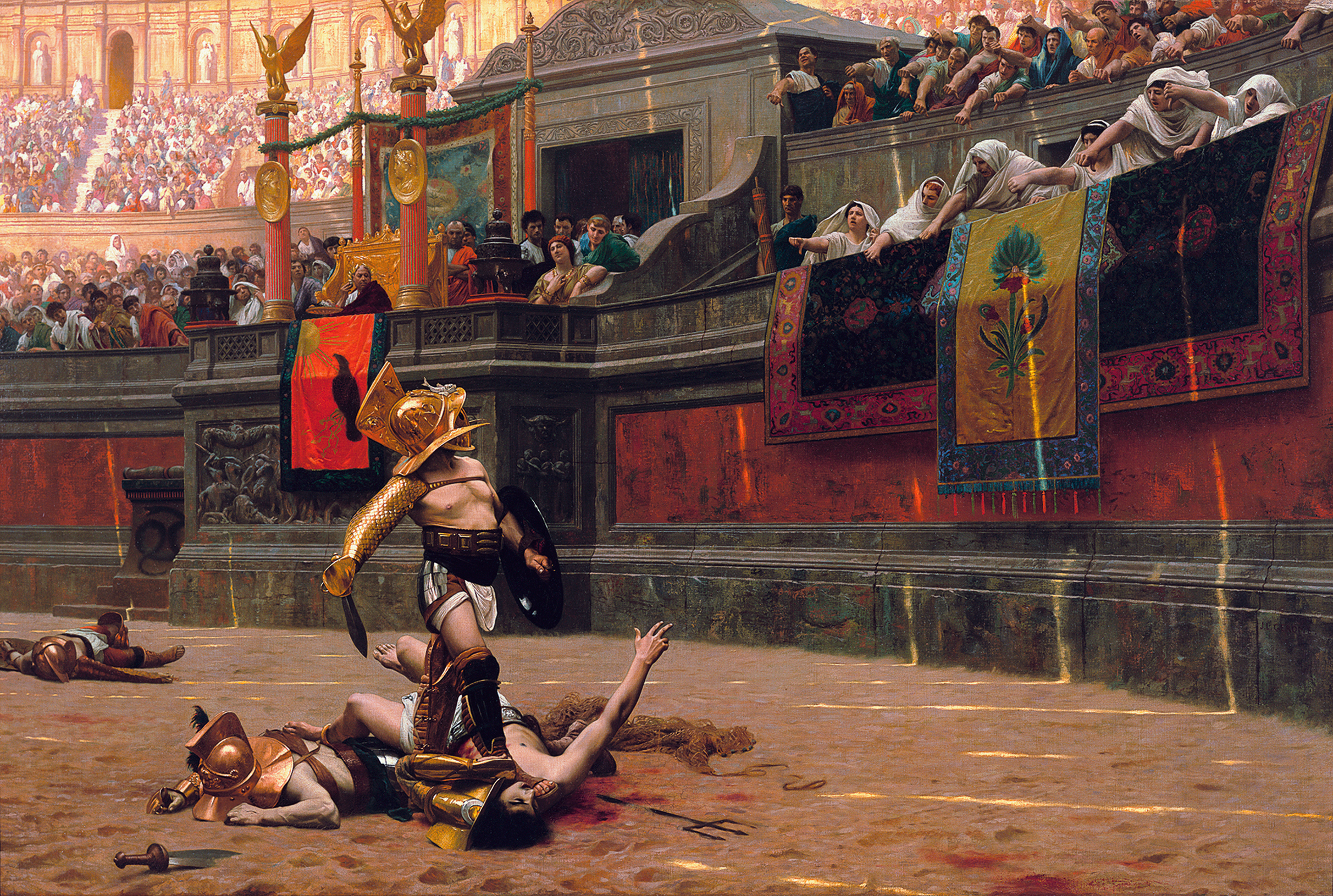
Le roman offre une critique de la société du spectacle, incarnée par la formule Panem et circenses.

## Résumé
Coriolanus Snow est un brillant lycéen du Capitole appartenant à une vieille famille noble mais dont la pauvreté est comparable à celle de la « racaille des districts ». Le jour de la Moisson des 10e Hunger Games, on lui confie le plus misérable des Tributs, une fille du district 12 qui se nomme Lucy Gray Baird. Bien décidé à recevoir un prix pour entrer à l'Université, Coriolanus devra faire en sorte qu'elle gagne les Hunger Games…

### Première partie: le mentor
Coriolanus Snow cache sa pauvreté derrière les apparences de sa vieille famille noble et vit seul avec sa cousine Tigris et sa grand-mère. Le livre débute par sa nomination comme mentor aux prochains Hunger Games sous la supervision du doyen Casca Highbottom, une connaissance de son défunt père, et du Dr Volumnia Gaul, spécialiste en modifications génétiques, Grande Juge et  présentant des traits de folie. Coriolanus compte profiter de l'occasion pour se mettre en avant et s'assurer une place à l'Université. Son tribut est Lucy Gray, une artiste itinérante remarquée pour ses chants. Il parvient à se mettre en avant devant la presse pour l'accompagnement de son tribut. Lors d'une visite de l'arène, des bombes explosent, tuant près de la moitié des candidats. Lucy Gray sauve la vie de Coriolanus, en le sortant d'une poutre en feu, renonçant à s'enfuir afin de le sauver. Une liaison amoureuse naît alors de ce sauvetage.

### Deuxième partie: le prix
Le père de son ami Sejanus offre (au nom de son fils) une bourse pour l'Université au mentor dont le tribut remportera les Hunger Games. Coriolanus voit une occasion unique de sortir de la pauvreté qui est la sienne et de sauver le nom de Snow par la même occasion. Il aide Lucy Gray en lui donnant le poudrier de sa mère, dans lequel il lui conseille de mettre de la mort-aux-rats, présente dans la cage au zoo dans laquelle se trouvent les tributs choisis dans les districts. Cela permet à la jeune fille de tuer deux de ses adversaires. Coriolanus habitue également des serpents venimeux modifiés génétiquement grâce à un mouchoir qu'elle lui a donné afin qu'ils ne l'attaquent pas, car ils seront habitués à son odeur. Lucy Gray remporte les Hunger Games grâce à son aide.

### Troisième partie: le pacificateur
La tricherie de Coriolanus est remarquée par le doyen Highbottom et le Dr Gaul, qui lui laissent l'alternative entre la disgrâce ou l'engagement parmi les Pacificateurs. Il choisit la deuxième option, et se porte volontaire pour le district douze, en espérant retrouver Lucy Gray. Son ami Sejanus y est également envoyé car il est favorable aux districts contre le Capitole. Coriolanus retrouve Lucy Gray et reprend sa liaison amoureuse. Mis dans la confidence par Sejanus qui prévoit de fuir le district avec Lucy Gray pour fuir dans la nature, il tue la fille du maire du district qui les surprend. Conscient que son ADN est présent sur l'arme du crime, il accepte de fuir avec Sejanus. Il le dénonce ensuite et Sejanus est exécuté. Il part seul avec Lucy Gray, mais retrouve le fusil sur le chemin. Conscient qu'après avoir détruit cette arme, Lucy Gray est la dernière à pouvoir témoigner, il cherche à la tuer, mais celle-ci disparaît. Il jette le fusil au fond d'un lac et revient au Capitole. Là, le Dr Gaul le félicite d'avoir préféré sa loyauté à l'amitié de Sejanus et lui annonce sa réintégration à l'Université. Coriolanus empoisonne alors le doyen Highbottom.

## Personnages principaux
- Coriolanus Snow : le protagoniste du roman. Issu d'une famille déchue du Capitole, il espère redorer le blason familial en devenant le mentor d'une tribut du District Douze.
- Lucy Gray Baird : membre des Coveys, elle est la tribut féminine du District 12 pour les 10e Hunger Games. Coriolanus est son mentor.
- Tigris : cousine de Coriolanus, elle est destinée à devenir une grande couturière.
- Sejanus Plinth : ami de Coriolanus, que celui-ci finit par considérer « comme son frère ». Sejanus est né et a vécu quelques années dans le District 2 avant de rejoindre le Capitole où il est nommé mentor de Marcus, le tribut masculin du District 2.
- Le président Ravinstill : président en fonction durant la jeunesse de Coriolanus et pendant la 10e édition des Hunger Games.

## Genèse du roman
Lors de l'écriture du roman, l'écrivaine Suzanne Collins indique que cette période a été l'occasion pour elle d'explorer les différentes facettes de la nature humaine, en particulier lors de périodes de troubles :

« Avec ce livre je voudrais explorer l'état de nature, qui nous sommes et ce que nous estimons nécessaire à notre survie. La période de reconstruction dix ans après la guerre, communément appelée les Jours sombres – alors que le pays de Panem se remet sur pied – fournit un terrain fertile aux personnages pour s'attaquer à ces questions et ainsi définir leur vision de l'humanité. »

## Sources d’inspiration du livre
Tout comme la trilogie originale, le livre puise largement son inspiration dans la mythologie et l’histoire de la Rome antique. Il s’appuie également sur des œuvres appartenant à la culture britannique.